# Daniel Ekedo
Daniel Vladmir Ekedo Chigozirim (Lagos, Nigeria, 19 de septiembre de 1989) es un futbolista nigeriano nacionalizado ecuatoguineano. Juega como centrocampista en la Unión Deportiva Los Barrios de la Tercera División de España.

## Trayectoria
Ekedo empezó su carrera futbolística en el Akonangui FC de la Primera División de Guinea Ecuatorial, jugó un tiempo en el equipo ebebiyinense hasta que fichó por el Deportivo Mongomo, también equipo de la primera ecuatoguineana.
En el verano 2010 se presentó, junto a su compañero de equipo Manuel Sima, a unas semanas de prueba en el  CD San Roque de Lepe. Tras el periodo de prueba el secretario técnico del equipo onubense Alejandro Ceballos anunció la contratación de ambos jugadores. Aunque especificó que Ekedo jugaría en el primer equipo y Sima lo haría, por el momento, en el filial del grupo I de la Primera Andaluza.
Habiendo jugado solo cinco partidos de liga durante la primera mitad de la temporada 2011-12, San Roque de Lepe decide darlo cedido al Ceuta. Con los ceutíes, apenas actuó en 10 compromisos. A su regreso, Ekedo usó la red social Twitter para pedirle a la gente que lo ayuden para salir de San Roque, a su vez que maldecía a los directivos del club.
Para la temporada 2017-18, Ekedo firmó por la Unión Deportiva Los Barrios, equipo gaditano perteneciente a la Tercera división española. El jugador procedía del CD San Roque de Lepe, donde jugó la temporada anterior tras haberse desvinculado del Ceuta. Esa temporada jugó 24 partidos, comenzando 21 de ellos como titular.

## Selección nacional
El 8 de septiembre de 2008 el seleccionador ecuatoguineano Vicente Engonga llamó a Ekedo para un partido correspondiente a la clasificación para el  Mundial de Sudáfrica de 2010 ante  Sierra Leona, aunque finalmente no llegó a debutar.
Meses más tarde, el 25 de marzo de 2009, Ekedo tuvo por fin la ocasión de debutar con la Nzalang Nacional al jugar un partido amistoso ante  Malí.
Su primer gol internacional llegó el 9 de diciembre de 2009, cuando pudo marcar en un partido frente al  Congo correspondiente a un partido de la Copa CEMAC de 2009 celebrada en la República Centroafricana.
Ekedo fue convocado para jugar la Copa Africana de Naciones 2012 con Guinea Ecuatorial. Con la selección del golfo de Guinea llegó hasta los cuartos de final, donde fue eliminada por Costa de Marfil, quedando finalmente en séptima posición de un total de 16 selecciones participantes. Ekedo jugó tres encuentros durante la competición, en la fase grupos jugó como suplente ante Libia y como titular ante Zambia, además también disputó los 90 minutos ante Costa de Marfil en cuartos.

## Clubes
| Club              | País              | Temporada | Liga                                  |
| ----------------- | ----------------- | --------- | ------------------------------------- |
| Akonangui FC      | Guinea Ecuatorial |           | Primera División de Guinea Ecuatorial |
| Deportivo Mongomo | Guinea Ecuatorial | - 2010    | Primera División de Guinea Ecuatorial |
| San Roque de Lepe | España            | 2010 -    | Segunda B                             |
| Ceuta             | España            | 2012      | Segunda B                             |
| Tetúan            | Marruecos         | 2013      |                                       |
| Al-Ittihad        | Omán              | 2014      |                                       |